# Emmanuelle Demoris
Emmanuelle Demoris est une réalisatrice française née en 1965 à Londres.

## Biographie
Emmanuelle Demoris a suivi des études de lettres et d'histoire de l'art avant d'intégrer la Fémis (département « Réalisation », promotion 1990).
Son documentaire Paraboles, de la série Mafrouza - « un éblouissant témoignage » selon Jacques Mandelbaum -, a obtenu en 2010 le Léopard d'or (section « Cinéastes du présent ») au Festival international du film de Locarno.

## Filmographie
- 1997 : Les Dents du vieux dragon
- 1998 : Mémoires de pierre
- 1999 : Les Hallucinés de l’arrière monde
- 2010 : Mafrouza (série de 5 films)[5]
- 2023 : Le Voyage au lac